# 雙列直插封裝

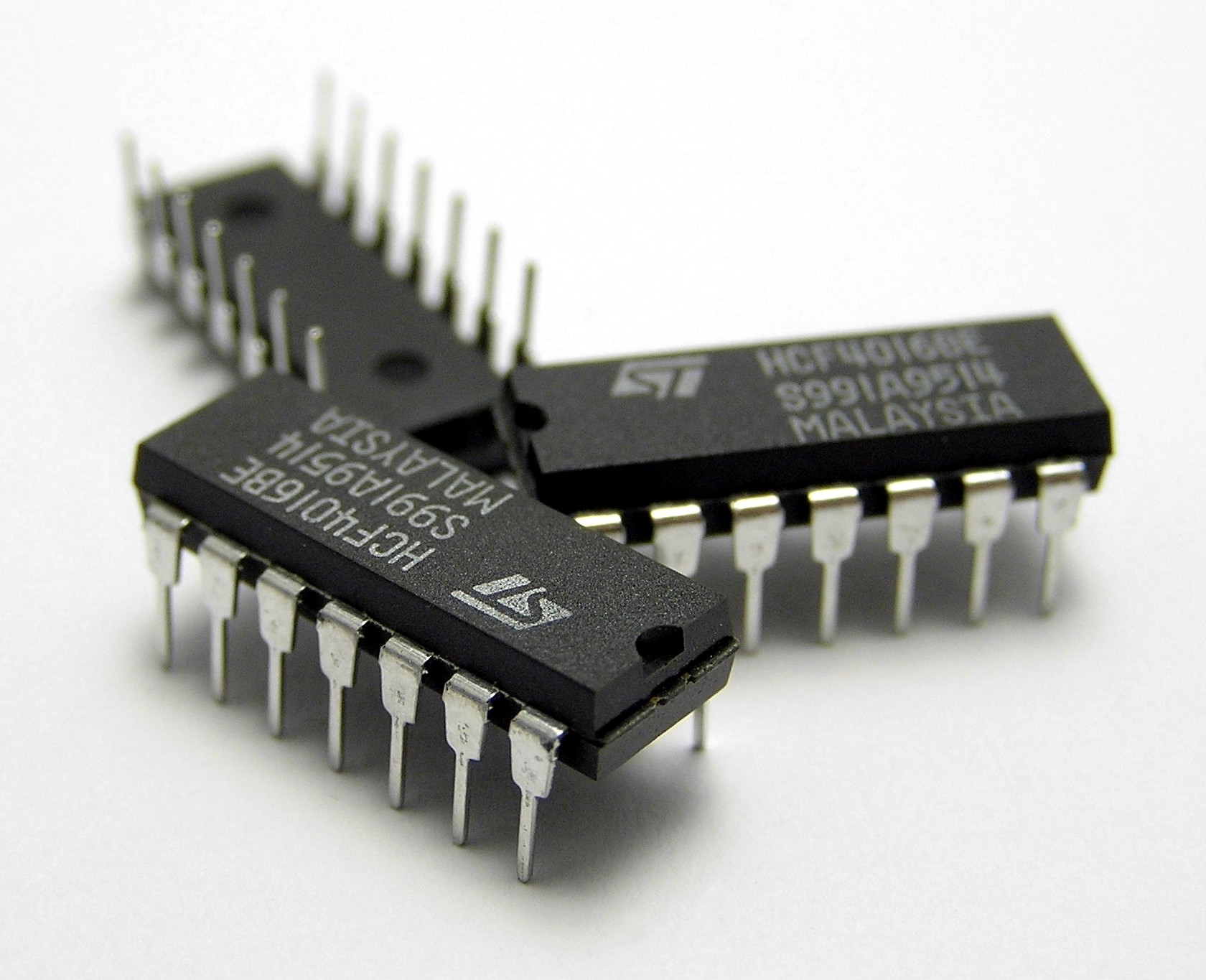
三個14針（DIP14）的DIP包裝IC

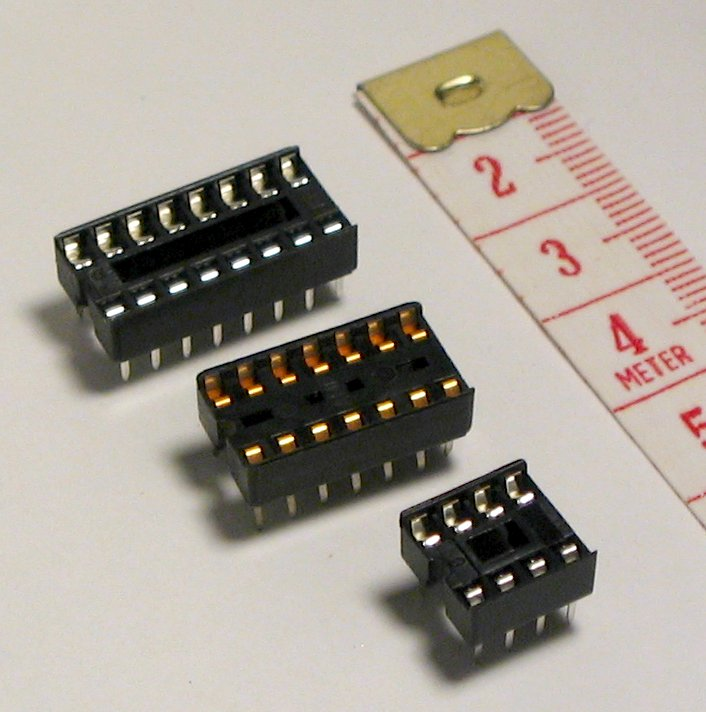
16針、14針及8針的DIP插座（socket）

雙列直插封裝（英語：dual in-line package） 也稱為DIP封裝或DIP包裝，簡稱為DIP或DIL，是一種積體電路的封裝方式，積體電路的外形為長方形，在其兩側則有兩排平行的金屬引脚，稱為排針。DIP包裝的元件可以焊接在印刷電路板電鍍的貫穿孔中，或是插入在DIP插座（socket）上。
DIP包裝的元件一般會簡稱為DIPn，其中n是引脚的個數，例如十四針的積體電路即稱為DIP14，右圖即為DIP14的積體電路。

## 應用

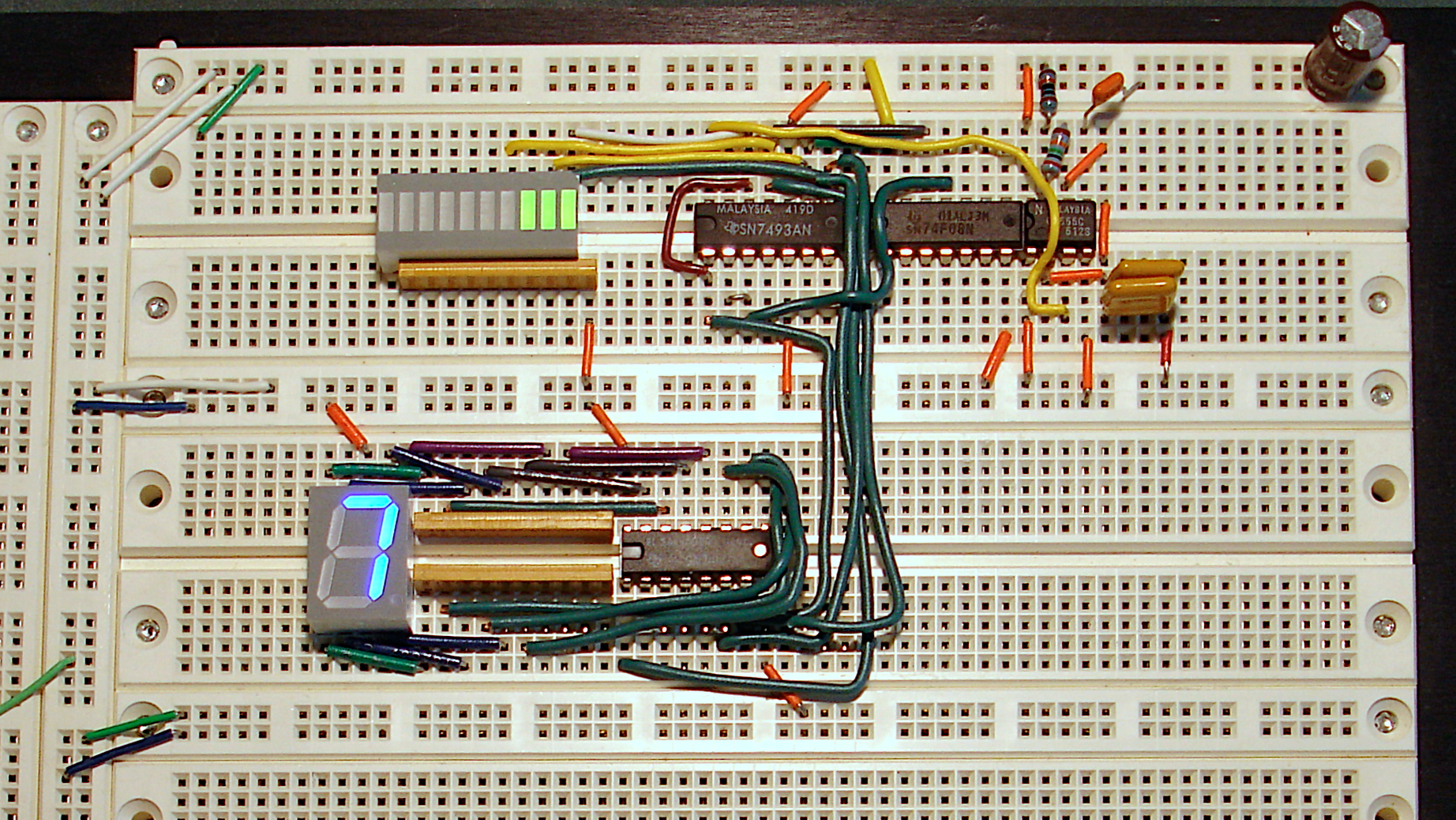
一個放在麵包板上的電路，其中包括四個DIP的IC、左上方及左下方分別是DIP的條狀顯示器及七段顯示器

積體電路常使用DIP包裝，其他常用DIP包裝的零件包括DIP開關、LED、七段顯示器、條狀顯示器及繼電器。電腦及其他電子設備的排線也常用DIP包裝的接頭。

### 使用
最早的DIP包裝元件是由快捷半導體公司的Bryant Buck Rogers在1964年時發明，第一個元件有14個接腳，相當類似今天的DIP包裝元件。其外形為長方形，相較於更早期的圓形元件，長方形元件可以提高電路板中元件的密度。DIP包裝的元件也很適合自動化裝配設備，電路板上可以有數十個到數百個IC，利用波峰焊接機焊接所有零件，再由自動測試設備進行測試，只需要少數的人工作業。DIP元件的大小其實比其內部的積體電路大很多。在二十世紀末時表面黏著技術（SMT）包裝的元件可以縮小系統的體積及重量。不過有些場合仍會用到DIP元件，例如在製作電路原型時，就會使用DIP元件配合麵包板製作電路原型，方便元件的插入及移除。
DIP包裝元件是1970及1980年代微電子產業的主流。在21世紀初的使用量逐漸減少，被像是PLCC及SOIC等表面黏著技術的封裝所取代。表面黏著技術元件的特性適合量產時使用，但在電路原型製作時比較不便。由於有些新的元件只提供表面黏著技術封裝的產品，因此有許多公司生產將SMD元件轉換為DIP包裝的轉接器，可以將表面黏著技術封裝的IC放在轉接器中，像DIP包裝元件一様的再接到麵包板或其他配合直插式元件的電路原形板（像洞洞板）中。
對於像EPROM或是GAL之類的可編程元件而言，DIP封裝的元件由於方便由外部燒錄設備燒錄資料（DIP封裝元件可以直接插入燒錄設備對應的DIP插座），仍盛行了一段時間。不過隨著在線燒錄（ISP）技術的普及，DIP封裝元件方便燒錄的好處也就不再重要。在1990年代，超過20隻接腳的元件可能還有DIP封裝的產品。而二十一世紀時，許多新的可編程元件已都是SMT封裝，不再提供DIP封裝的產品。

### 安裝方式
DIP封裝元件可以用通孔插装技术的方式安裝在電路板上，也可以利用DIP插座安裝。利用DIP插座可以方便元件的更換，也可以避免在焊接時造成元件過熱的情形。一般插座會配合體積較大或是單價較高的積體電路使用。像測試設備或燒錄器等，常常需要安裝及拆下積體電路的場合，會使用零抗力的插座。DIP封裝元件也可以配合麵包板使用，麵包板一般是作為教學、開發設計或元件設計而使用。

## 結構

雙列直插封裝晶片的剖面圖

雙列直插封裝晶片的封裝一般是由塑膠或陶瓷製成。陶瓷封裝的氣密性良好，常用在需要高可靠度的設備。不過大部份的雙列直插封裝晶片都是使用熱固性樹脂塑膠。一個不到2分鐘的固化週期，可以生產上百個的晶片。

## 引脚數及間距
常用的DIP封裝符合JEDEC標準，二引脚之間的間距（脚距）為0.1吋（2.54毫米）。二排引脚之間的距離（行間距、row spacing）則依引脚數而定，最常見的是0.3吋（7.62毫米）或0.6吋（15.24毫米）。其他較少見的距離有0.4吋（10.16毫米）或0.9吋（22.86毫米），也有一些包裝是脚距0.07吋（1.778毫米），行間距則為0.3吋、0.6吋或0.75吋。
前蘇聯及東歐國家使用的DIP封裝大致接近JEDEC標準，但腳距使用公制的2.5毫米，而不是來自英制的0.1吋（2.54毫米）。
DIP封裝的引脚數恆為偶數。若行間距為0.3吋，常見的引脚數為8至24，偶爾也會看到引脚數為4或28的包裝。若行間距為0.6吋，常見的引脚數為24、28、32或40，也有引脚數為36、48或52的包裝。摩托羅拉 68000及Zilog Z180等CPU的引脚數為64，這是常用DIP封裝的最大引脚數。

## 方向和接腳編號

接腳以逆時針的順序編號

如右圖所示，當元件的識別缺口朝上時，左側最上方的接腳為接腳1，其他接腳則以逆時針的順序依序編號。有時接腳1也會以圓點作為標示。
例如DIP14的IC，識別缺口朝上時，左側的接腳由上往下依序為接腳1至7，而右側的接腳由下往上依序為接腳8至14。

## 其他衍生的封裝
SOIC（Small Outline IC）是一種很常用的表面黏著技術封裝方式，特別常在消費性電子及個人電腦中使用。SOIC可視為是標準IC的PDIP封裝的縮小版，其排針也是在元件的二側。而SOJ（Small Outline J-lead）及SOP（Small Outline Package）系列的封裝方式也是和DIP封裝類似的表面黏著技術封裝方式。